# Paul Pierson
Paul Pierson (Eugene, 1959) è un politologo statunitense, esperto in politica comparata, analisi delle politiche pubbliche, economia politica e studioso del welfare state.

## Biografia
Pierson è originario dell'Oregon, dove entrambi i suoi genitori insegnarono all'Università dell'Oregon. Consegue la laurea di primo livello in Scienze politiche all'Oberlin College nel 1981. Successivamente, frequenta l'università Yale, dove consegue due Master nel 1986 e il PhD in Scienze politiche nel 1989.
Pierson insegna a Harvard dal 1989 al 2004, finché non va ad insegnare alla Berkeley, in California, dove attualmente è professore di Scienze politiche.
È stato visiting professor all'European University Institute di Firenze nel 1997.
Il primo libro di Pierson, Dismantling the Welfare State?, è stato una rielaborazione della sua tesi di dottorato e vinse il Kammerer Prizel dell'Associazione americana di scienze politiche come miglior lavoro sulla politica nazionale americana pubblicato nel 1994.
Il suo articolo accademico “Increasing Returns, Path Dependence, and the Study of Politics” ha vinto il Heinz Eulau Award per il miglior articolo pubblicato nel American Political Science Review del 2000.
Pierson è stato presidente della sezione politica e storica dell'Associazione americana di scienze politiche per il biennio 2003-2004.

## Alcune pubblicazioni
- The Transformation of American Politics: Activist Government and the Rise of Conservatism. 2007. Princeton University Press. (a cura di Theda Skocpol).
- Off Center: The Republican Revolution and the Erosion of American Democracy. 2005. Yale University Press. (con Jacob Hacker).
- Politics in Time: History, Institutions, and Social Analysis. 2004. Princeton University Press.
- "Historical Institutionalism in Contemporary Political Science." Nel Political Science: The State of the Discipline, a cura di I. Katznelson e H. Milner. W.W. Norton. (scritto con Theda Skocpol).
- The New Politics of the Welfare State. 2001. Oxford University Press. (editore).
- "Path Dependence, Increasing Returns, and the Study of Politics." 2000. American Political Science Review 94(2): 251-267.
- "Not Just What, but When: Timing and Sequence in Political Processes." 2000. Studies in American Political Development 14(1): 73-93.
- European Social Policy: Between Fragmentation and Integration. 1995. Brookings Institution (a cura di Stephan Leibfried).
- Dismantling the Welfare State? Reagan, Thatcher and the Politics of Retrenchment. 1994. Cambridge University Press.